# Scaphiostreptus capucinus
Scaphiostreptus capucinus är en mångfotingart som beskrevs av Carl Graf Attems 1950. Scaphiostreptus capucinus ingår i släktet Scaphiostreptus och familjen Spirostreptidae. Inga underarter finns listade i Catalogue of Life.